# North Side, Anguilla
North Side är en ort och ett distrikt på Anguilla. Den ligger i den centrala delen av landet, i huvudstaden The Valley. Antalet invånare är 1 980.